# Château des Aygues
 (octobre 2019).
Si vous disposez d'ouvrages ou d'articles de référence ou si vous connaissez des sites web de qualité traitant du thème abordé ici, merci de compléter l'article en donnant les références utiles à sa vérifiabilité et en les liant à la section « Notes et références ».
Le château des Aygues est une demeure balnéaire située à Étretat en Normandie.

## Historique
Il a été édifié en 1866 et doit son intérêt aux visites et séjours qu'y effectuèrent au XIXe siècle les deux reines d'Espagne, Marie Christine de Bourbon-Siciles, épouse de Ferdinand VII, puis régente d'Espagne, et sa fille Isabelle II, reine d'Espagne Le château des Aygues est une demeure privée.
L’édifice a été construit par l’architecte havrais Théodore Huchon (1824-1895).
La demeure est représentative du style balnéaire « éclectique » du Second Empire avec trois façades, chacune conçue selon une inspiration spécifique (façade néo-gothique, façade italienne, façade néo-Louis XIII), l'ensemble restant maîtrisé par une rigoureuse symétrie commandée par un axe central est-ouest.
Derrière la maison, le parc arboré et aménagé dans le style « Alphand-Davioud » est caractéristique du goût du XIXe siècle, avec son imposant et spectaculaire décor de fausses rocailles. Il comporte une serre, une glacière, une gloriette dominant la mer et le site d'Étretat. Le parc dissimule en outre des sources qui ont donné son nom à la maison en 1913 (« Les Aygues »).
Les grilles extérieures, les décors intérieurs de ferronnerie (lustre monumental) et les boiseries sculptées sont l’œuvre de l’artiste rouennais Ferdinand Marrou (1836-1917).
La maison a été construite pour Amédée Boyer (1805-1875), inventeur de l’Eau de mélisse des Carmes Boyer. À la mort de M. Boyer, sa veuve, Angélique des Saussayes (1837-1901), épouse en 1877 le prince Józef Maksymilian Lubomirski (1839-1911), ancien page et chambellan du tsar Nicolas Ier. En 1880, il reçoit dans sa maison, alors château Lubomirski, la reine Isabelle II qui louera l'ensemble de la propriété pour elle-même et sa suite en août 1881. En 1913, la maison est acquise par le comte Georges-Albert Puyou de Pouvourville (1861-1939), officier français, grand spécialiste de l'Extrême Orient et du taoïsme sur lequel il écrivit de nombreux ouvrages sous le pseudonyme de Matgioi.
Aujourd'hui, le château est habité par des particuliers mais il est ouvert aux touristes en visite guidée.

## Protection
Les façades et toitures du château sont inscrites au titre des monuments historiques par arrêté du 11 août 1997. Les abords sont un site naturel inscrit par arrêté du 24 avril 1934.